# 昆士兰大学
昆士蘭大學（英語：The University of Queensland；簡稱昆大、UQ），是一所位于澳大利亚昆士蘭州首府布里斯本的公立研究型大学，于1909年12月10日由昆士兰州议会成立，為昆士蘭的第一所大學，也是澳洲最古老、規模最大的學府之一，在全澳拥有四个校区和若干研究中心。
昆士蘭大學是澳洲六所砂岩學府之一，澳洲八校联盟和Universitas 21成員，也是edX的创始成员。

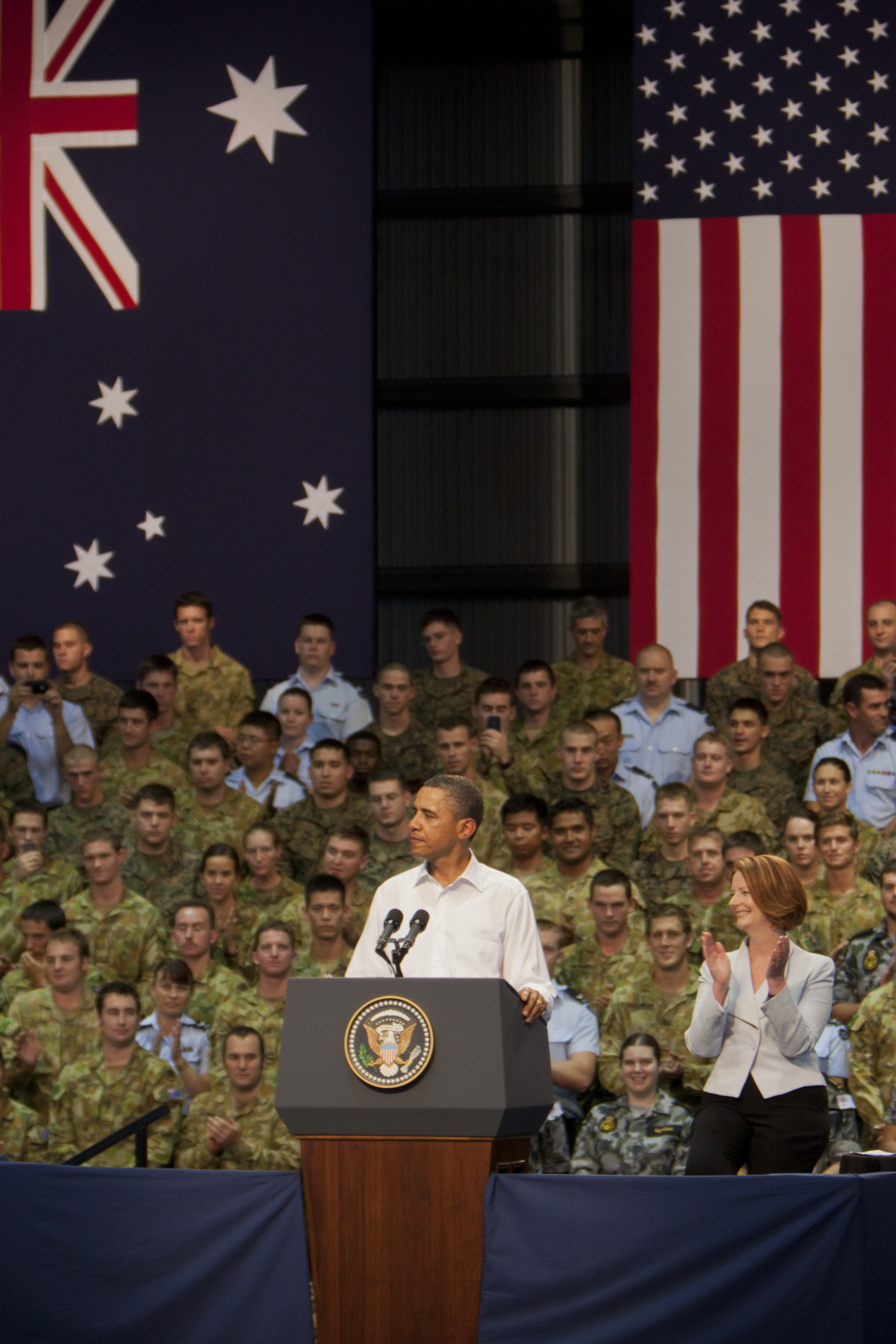
時任美國總統巴拉克·歐巴馬2014年11月于UQ演講時稱昆士蘭大學為世界科學與教育的偉大學府之一。

## 校區
昆士蘭大學擁有古老的沙岩建築和優美的校園，總校區設址於澳洲昆士蘭首府布里斯本市郊的St Lucia大學城區，佔地逾114公頃，校園緊鄰布里斯本河，距離中心商業區僅7公里。校內有銀行、書店、藥店、眼鏡店、牙醫診所、販賣部和咖啡館，坐擁昆士蘭州規模最大的圖書館。
另備有全澳大學中最完善的體育設施，包括室內運動場、運動醫療中心、足球場、網球場、田徑場、奧運標準的溫泉游泳館、曲棍球場、排球場、自行車和競走場地、射箭場。此外還設有1座電影院、3座藝術劇場、畫廊、博物館、音樂廳等，一些古典或流行音樂家和演員時常來校演出或參與學生活動。2014年布里斯本召開G20領導人峰會時時任美國總統巴拉克·歐巴馬亦至大學演講。巴拉克·歐巴馬於昆士蘭大學演講時稱昆士蘭大學為世界科學與教育的偉大學府之一。
昆士蘭大學另有加頓及赫斯敦共二個分校區。在North Stradbroke島亦有先進的研究站與充足的科學研究設備，在昆士蘭州各地設有40多所專業科學中心、教學及研究學院，包括北昆士蘭地震觀測站和大堡礁的一個海洋研究站、分散在昆士蘭州各地的醫學院和牙醫學院、海事研究站、實驗礦場、獸醫學、農場及地震偵測站。
昆士蘭大學尊重各種宗教信仰，基督徒和穆斯林學生住處附近多有基督教堂、伊斯兰祈禱室及其它宗教信仰設施。
- UQ 加頓校區（UQ Gatton）距離主校區約1小時的車程，擁有優越的校園設施和優美的校園環境，是UQ農經學院所在地。
- UQ 赫斯敦校區（UQ Herston）距離布里斯本中央商業區約20分鐘車程。

### 前校区
2014年，昆士兰大学将伊普斯维奇校区出售给南昆士兰大学。该校区建立与1997年，位于伊普斯维奇市中央商务区南部，临近安伯利皇家空军基地。占地面积近25公顷，由20座建筑组成。提供包括艺术、商业、医学、社会科学和交互设计在内的众多课程。

## 學術

### 排名
2025年度，昆士蘭大學位列QS世界大学排名第40位，泰晤士高等教育世界大學排名第77位。2024年度，昆士蘭大學位列世界大學學術排名第63位
，U.S. News世界大學排名第41位。
此外，其強勢專業包括運動科學和礦業工程，皆能排到QS世界大學排名前列。而工商管理、心理學、教育學、農林學以及環境科學也是該大學首屈一指的專業。其工商管理碩士已連續多年進入英國《經濟學人》雜誌世界百大排行榜。

### 學院與研究所

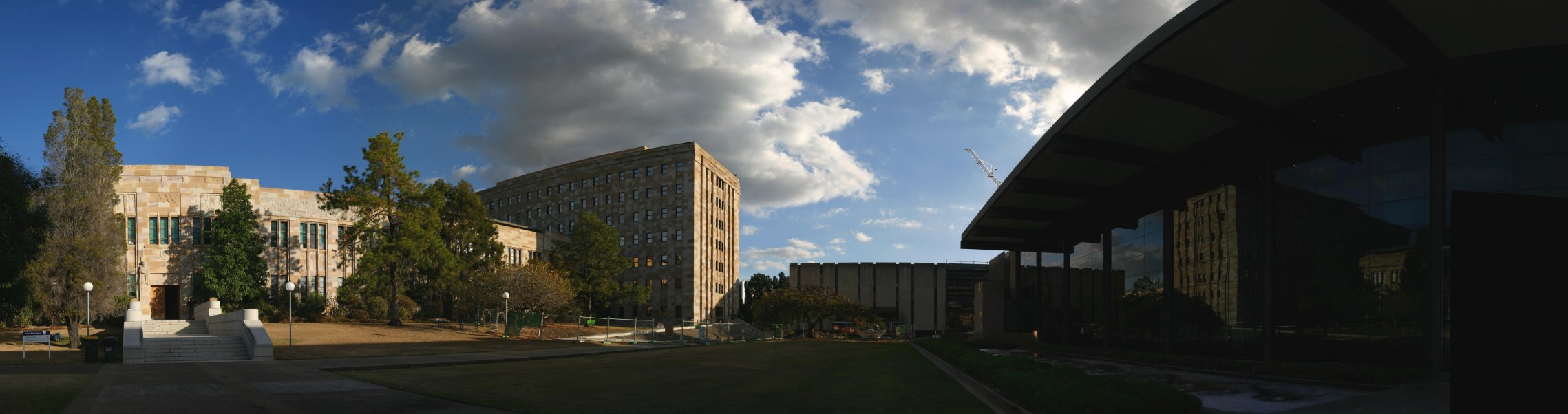
生物科學圖書館（Biological Sciences Library）

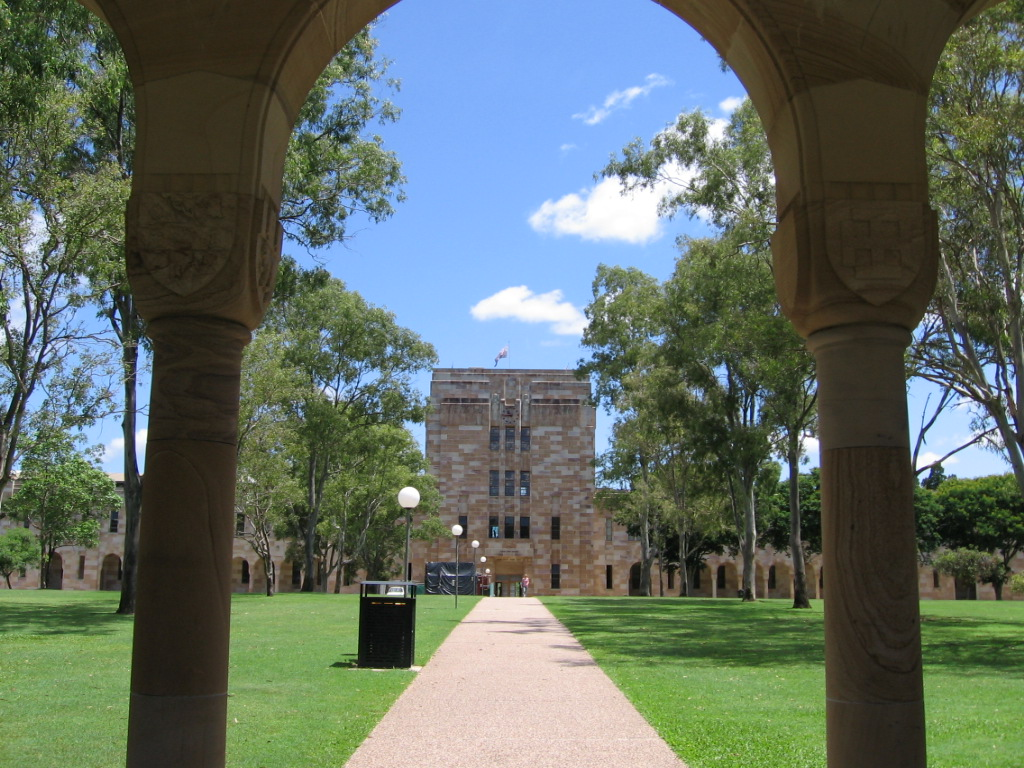
主大樓（Great Court）

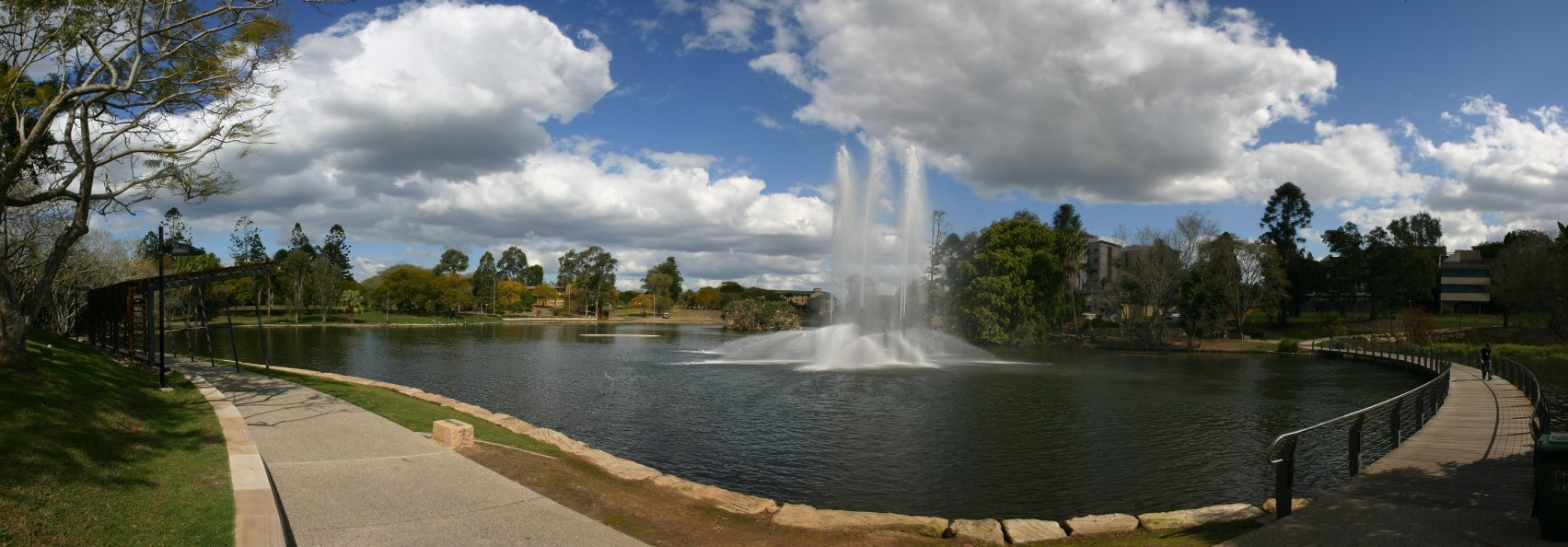
UQ中央湖（UQ Lakes）

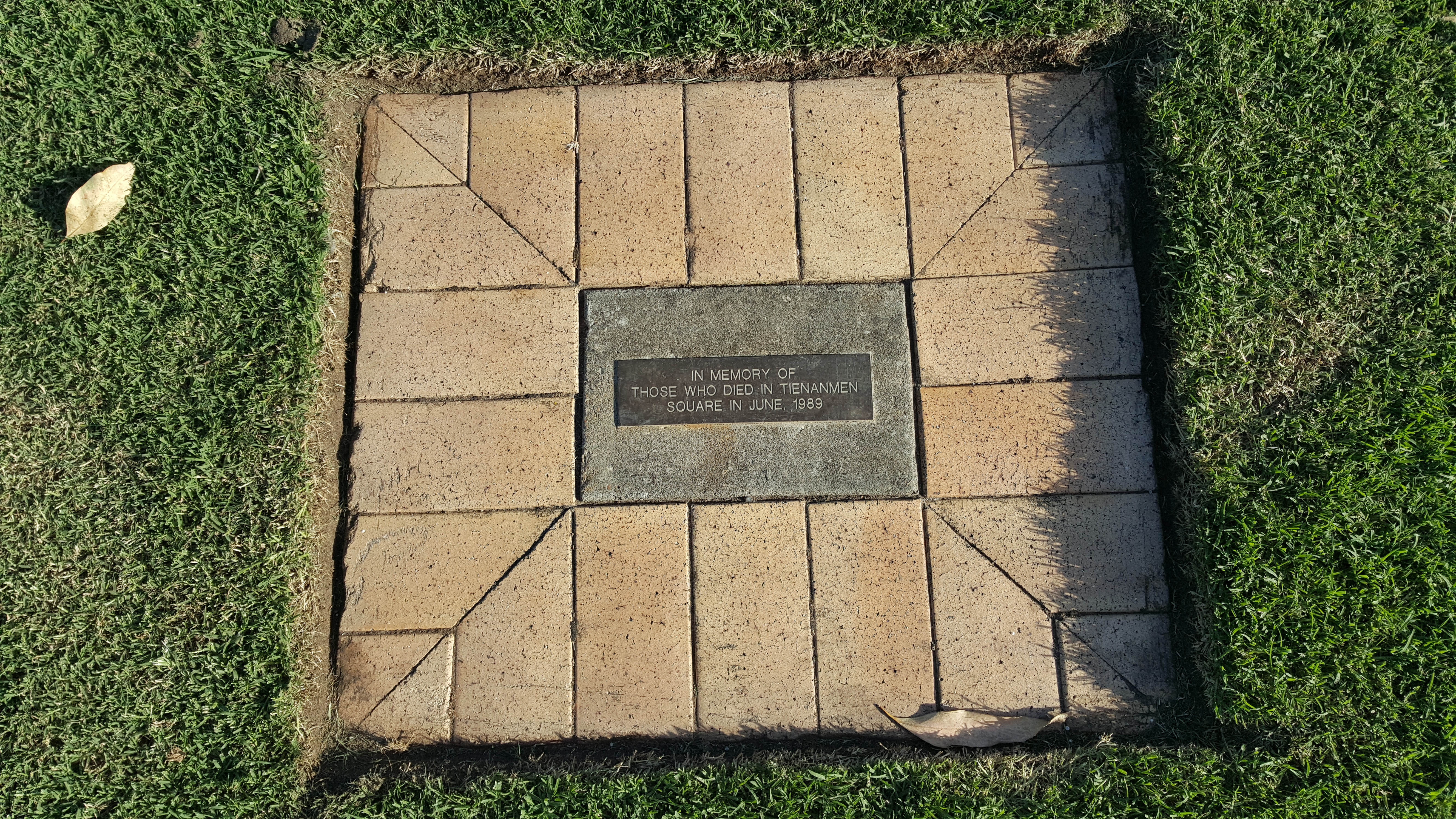
位於昆士蘭大學Great Court草坪上紀念六四事件的銅製牌匾。

昆士蘭大學的三個校區經整併後共計有6大學院、6大研究所，提供6000餘種課程。各學院亦附設各類科學研究中心。
- 商學、經濟學及法學院（Faculty of Business, Economics and Law）
  - 昆士蘭商學院（UQ Business School）
  - 經濟學系（School of Economics）
  - 法律學系（TC Beirne School of Law）
- 工程學、建築學及資訊科技學院（Faculty of Engineering, Architecture and Information Technology）
  - 建築、设计与规划学系（School of Architecture, Design and Planning）
  - 化學工程學系（School of Chemical Engineering）
  - 土木工程學系（School of Civil Engineering）
  - 機械及礦業工程學系（School of Mechanical and Mining Engineering）
  - 資訊科技及電機工程學系（School of Information Technology and Electrical Engineering）
- 健康科學及行為科學學院（Faculty of Health and Behavioural Sciences）
  - 牙醫學系（School of Dentistry）
  - 健康及復健科學系（School of Health and Rehabilitation Sciences）
  - 人類行為及營養學系（School of Human Movement and Nutrition Studies）
  - 護理及助產術學系（School of Nursing and Midwifery）
  - 藥學系（School of Pharmacy）
  - 心理學系（School of Psychology）
- 醫學及生物醫學學院（Faculty of Medicine and Biomedical Sciences）
  - 公眾健康學系（School of Public Health）
  - 生物醫學系（School of Biomedical Sciences）
  - 醫學系（School of Medicine）
- 文學院（Faculty of Humanities and Social Sciences）
  - 傳播及藝術學系（School of Communication and Arts）
  - 教育學系（School of Education）
  - 歷史及哲學學系（School of Historical and Philosophical Inquiry）
  - 語言及文化學系（School of Languages and Cultures）
  - 音樂學系（School of Music）
  - 政治學及國際研究學系（School of Political Science and International Studies）
  - 英文、媒體研究及人文藝術史學系（School of English, Media Studies and Art History）
  - 社會科學系（School of Social Science）
- 自然科學院（Faculty of Science）
  - 農業及食品科學學系（School of Agriculture and Food Sciences）
  - 生物學系（School of Biological Sciences）
  - 化學及太空分子生物學系（School of Chemistry and Molecular Biosciences）
  - 地球科學系（School of Earth Sciences）
  - 地理、城市規劃及環境管理學系（School of Geography, Planning and Environmental Management）
  - 數學及物理學系（School of Mathematics and Physics）
  - 獸醫科學系（School of Veterinary Science）
- 現代語言研究所（Institute for Modern Languages） (IML)
- 進階人文科學研究所（Institute for Advanced Studies in Humanities） (IASH)
- 分子生物科學研究所（Institute for Molecular Bioscience (IMB)
- 澳洲生物工程及奈米科技研究所（Australian Institute for Bioengineering & Nanotechnology） (AIBN)
- 永續發展礦業研究所（Sustainable Minerals Institute） (SMI)
- 昆士蘭腦神經科學研究所（Queensland Brain Institute） (QBI)
- 社會科學研究所（Institute for Social Science Research (ISSR)
- 癌症、免疫及代謝醫療研究所（Diamantina Institute for Cancer, Immunology and Metabolic Medicine）
- 專業進修暨國際英語文教師培訓學院（Institute of Continuing & TESOL Education） (ICTE-UQ)

## 學生生活

### 辯論
昆士蘭大學是一所注重學生思辨能力的學府，近年來，學生代表校方參加世界大學辯論賽，屢創佳績，目前於世界名校辯論賽的總積分排名高居全球第六，僅次於悉尼大学（No.1）、牛津大學（No.2）、耶魯大學（No.3）、劍橋大學（No.4）和蒙納許大學（No.5）等世界一流名校。

### 體育
昆士蘭大學是傳統的體育強校，除了完善的體育設施外，布里斯本河更為昆士蘭大學賽艇隊提供了絕佳的練習場地。昆士蘭大學擁有各式項目的體育校隊，其中在英式橄欖球方面，更為澳洲培育出多位傑出的隊長和選手，例如：John Eales和John Roe。多年來，昆士蘭大學的校友代表澳洲參加多次的世界性的運動競賽，包括奧運會、聯邦運動會、台灣宜蘭盃國際名校划船邀請賽等，為國家和學校爭光許多。例如：纳塔莉·库克、南希·莱昂斯、Paul Narracott和戴维·锡尔。
- 2000年雪梨奧運會期間，昆士蘭大學因完善的體育設施，被國際奧委會選為義大利代表隊的選手村與訓練場地，約300名選手與奧委會工作人員進駐。

### UQ Union
昆士蘭大學學生會是一個為昆士蘭大學的學生提供服務、支持和代表的學生組織。

## 傑出校友
澳洲昆士蘭大學傑出人物列表
昆士蘭大學的校友遍佈產政經學界：
政治界
- 昆廷·布賴斯女爵士，AD，CVO：曾任澳洲總督、昆士蘭州州督（2003–2008）。
- 比爾·海登：澳洲總督（1989–1996）；曾任澳洲財政部長、澳洲外交部長、澳洲工黨黨魁。
- 文思麗（英语：Penelope Wensley）：昆士蘭州州督（2008-2014）、澳洲駐香港及澳門總領事（1986-1989）。
- Leneen Forde（英语：Leneen Forde）：昆士蘭州州督（1992–1997）。
- 彌敦爵士，GCMG：曾任香港總督、昆士蘭州州督、昆士蘭大學校監。
- 安德魯·拉明：澳洲眾議院議員（2004-2022）。
- Fred Paterson（英语：Fred Paterson）：前澳洲國會議員。澳洲史上唯一當選國會議員的澳洲共產黨黨員。
- 韦恩·斯旺：前任澳洲財政部長。
- Anna Bligh（英语：Anna Bligh）：昆士蘭州長（2007-2012）；曾任部長、國會議員。
- Peter Beattie（英语：Peter Beattie）：昆士蘭州長（1998–2007）。
- Wayne Goss（英语：Wayne Goss）：昆士蘭州長（1989–1996）。
- Michael Ahern（英语：Michael Ahern）：昆士蘭州長（1987–1989）。
- Jack Pizzey（英语：Jack Pizzey）：昆士蘭州長（1968–1968）。
- Sallyanne Atkinson（英语：Sallyanne Atkinson）：布里斯本市長（1985-1991）；澳洲國際會議特使；2000年雪梨奧運組織委員會委員。
- Peter Gration（英语：Peter Gration）：澳洲國防部長（1987–1993）；澳洲參謀總長（1984–1987）。
- 李文獻：前新加坡新聞、通訊、藝術內閣部長。
- 卡立依布拉欣：马来西亚第14任雪兰莪州务大臣（2008年－2014年）、前雪兰莪州议会巴生港口议员兼吉隆坡敦拉萨镇国会议员。他曾经是土著公司会员和人民公正党总秘书。
- Narsi Raniga（英语：Narsi Raniga）：前斐濟眾議院議員。
- 譚文豪：前香港香港立法會議員。

司法界
- Sir Walter Campbell（英语：Sir Walter Campbell）：英國皇室御用大律師、昆士蘭州州督（1985–1992）、首席法官（1982–1985）和昆士蘭大學校監（1977–1985）。
- William Webb（英语：Leneen Forde）：前澳洲最高法院法官、遠東國際軍事法庭法官團主席。
- 布仁立爵士，KBE，GBS，AC，QC：澳洲最高法院首席大法官（1995–1998），前任香港終審法院法官。
- Harry Gibbs（英语：Harry Gibbs）：澳洲最高法院首席大法官（1981–1987）。
- 鮑偉華爵士，GBS：前任香港司法部首席大法官、香港終審法院法官、汶萊上訴法庭的庭長。
- Ian Callinan（英语：Ian Callinan）：澳洲最高法院法官（1998–2007）；澳洲廣播公司董事；澳洲國防學院（ADFA）董事會主席。
- Patrick Keane（英语：Patrick Keane）：澳洲聯邦法院首席大法官；昆士蘭檢察總長。
- Shan Tennent（英语：Shan Tennent）：前任澳洲塔斯馬尼亞州最高法院法官。澳洲司法史上的女性第一人。
- Ross Cranston（英语：Ross Cranston）：前任英國高等法院法官；前英國國會議員（1997-2005）。
- Buri Kidu（英语：Buri Kidu）爵士：巴布亞紐幾內亞第一位國家首席大法官（1980-1993）。

其他
- 彼得·杜赫提：1996年諾貝爾生理學或醫學獎得主，1997年澳洲傑出人物。
- Aila Keto（英语：Aila Keto）：自然資源保護學家；1992年獲得Fred M. Parkard國際功績獎、聯合國全球500佳環境獎得主。
- Martin Green（英语：Martin Green）：知名學者，世界太陽能之父。
- Julie Hammer（英语：Julie Hammer）：澳洲皇家空軍電子學工程師、澳洲國防軍官學校指揮官，是第一位參加空軍的澳洲婦女。
- 傑佛瑞·羅許：1997年奧斯卡最佳男主角獎得主，澳洲著名演員之一。
- Thea Astley（英语：Thea Astley）：澳洲知名女作家，曾多次獲得卓越文學獎，四次獲得邁爾斯‧富蘭克林獎。
- Peter Porter（英语：Peter Porter）：詩人。曾獲達夫‧庫珀紀念獎（1983）；惠特佈雷德詩歌獎（1987）；澳洲文學協會金質獎章（1990）；義大利Ugo Foscolo獎章。
- Andrew N. Liveris（英语：Andrew N. Liveris）：全球第二大化學公司陶氏化學前任董事會主席兼執行長（CEO）。
- Paul Twomey（英语：Paul Twomey）：全球網際網路名稱與數字地址分配機構（ICANN）執行長（CEO）兼董事長（2003-2009）。
- Peter William Hendy：澳洲政商界鉅子。澳洲工商會（ACCI）理事長；澳洲自由黨主席幕僚長。
- 戴维·锡尔：1956年墨爾本奧運會和1960年羅馬奧運會100米仰泳金牌、400米接力賽銀牌。
- 纳塔莉·库克：2000年雪梨奧運會沙灘排球金牌和1996年亞特蘭大奧運會銅牌、2003年世界杯銅牌。
- John Eales（英语：John Eales）：澳洲英式橄欖球國家代表隊隊長、世界杯代表隊隊長。
- John Roe（英语：John Roe）：昆士蘭州英式橄欖球代表隊隊長、澳洲國家代表隊選手。
- Virgil Brennan（英语：Virgil Brennan）：皇家澳洲空軍中尉，獲頒飛行優異十字勳章、優異飛行勳章。二次世界大戰空戰英雄。
- 波多野裕介：香港男性作曲家及編曲家；《第36屆香港電影金像獎》「最佳原創電影音樂」得主。

## 校園逸聞
- 據金氏世界紀錄，瀝青滴漏實驗（Pitch drop experiment）是全球持續時間最長的實驗，這個實驗在昆士蘭大學於1927年開始進行。時至今日，這個實驗仍在進行中。而漏斗內的瀝青也足夠使這個實驗再進行多百年。
- 昆士蘭大學是目前全球七所接受國際扶輪贊助，成立「扶輪國際研究中心」的大學之一。
- 昆士蘭大學校園中擁有大量藍花楹屬（Jacaranda）園景樹，每年九到十月為花季，靛紫色花海美不勝收。學生間普遍傳聞，落花若飄落在頭頂上，則該學生的期末考試也許會不合格。花季期間，每當學生行經盛開的藍花楹樹蔭時，皆會格外留意，或以書本遮掩頭頂。
- 昆士蘭大學草創初期（1909年）的章程，是以英國紅磚大學之一的伯明罕大學章程為範本。設立於1900年的伯明罕大學，是當時全球最新設立的現代化大學，也是英國在二十世紀第一所獲得皇家特許狀（Royal Charter）的大學。
- 昆士蘭大學商學院（UQ Business School）在2010年中旬與美國哈佛大學商學院（HBS）出版社簽署合作協議。UQ商學院師生，自此享有與哈佛商學院師生完全相同教材的完整使用權。同時在雙方互惠的情況下，哈佛也將從昆士蘭商學院蒐集教材，供哈佛商學出版社（英语：Harvard Business Publishing）（HBP）運用。昆士蘭大學是澳洲第一所，也是唯一一所與哈佛簽署該項協議的大學。
- 1989年六四事件後，在當時就讀昆士蘭大學的中國留學生的請求下，校方批准於大草坪（Great Court）上設立銅製紀念匾額，寫有「紀念1989年6月天安門廣場上的死難者們」（In memory of those who died in Tiananmen Square in June, 1989）。每年六四紀念日時，均會有學生和講師們來此獻花悼念。
- 昆士蘭大學校徽以金色盾為底；紋章為象徵騎士精神與南十字星座的蔚藍十字勳章，由昆士蘭州旗上的「馬爾他十字」演變而來；以及代表學識的書。校徽下方的拉丁文格言則是校訓：Scientia ac Labore（拉丁文，倚靠學識暨勤勉)。

## 外部連結
- 昆士蘭大學官網 （页面存档备份，存于）
- UQ YouTube Channel （页面存档备份，存于）